# Тіпнери
Тіпне́ри (рос. Типнеры, чув. Типнер) — присілок у складі Чебоксарського району Чувашії, Росія. Входить до складу Шинерпосинського сільського поселення.
Населення — 118 осіб (2010; 107 у 2002).
Національний склад:
- чуваші — 95 %